# Aermacchi SF.260
Aermacchi SF.260 là một loại máy bay hạng nhẹ được sử dụng làm máy bay huấn luyện quân sự và nhào lộn. Do Stelio Frati thiết kế.

## Quốc gia sử dụng

### Quân sự
- Bỉ: Không quân Bỉ
- Burundi: Không quân Burundi
- Burkina Faso: Không quân Burkina Faso
- Tchad: Không quân Chad

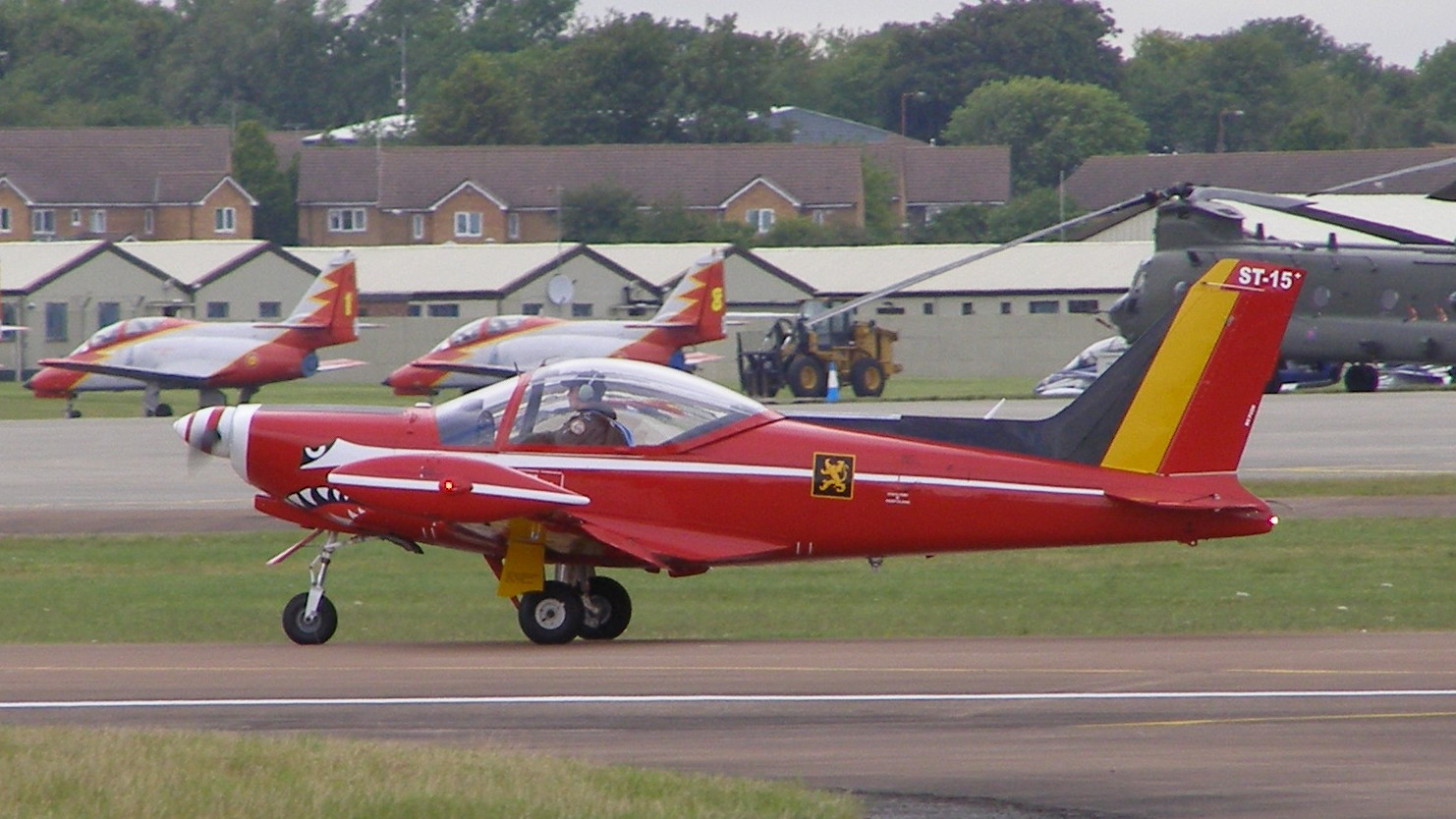
SF.260 của Bỉ năm 2011

- Comoros: Hàng không quân sự Comoros
- Ethiopia: Không quân Ethiopia
- Indonesia: Không quân Indonesia
- Ý: Không quân Italy
- Libya: Không quân Libya
- Mauritanie: Không quân Mauritania
- México: Không quân Mexico
- Maroc: Không quân Maroc
- Philippines: Không quân Philippine
- Tunisia: Không quân Tunisia
- Thổ Nhĩ Kỳ: Không quân Thổ Nhĩ Kỳ
- Uganda: Không quân Uganda
- Uruguay: Không quân Uruguay
- Venezuela: Không quân Venezuela
- Zambia: Không quân Zambia
- Zimbabwe: Không quân Zimbabwe

### Từng sử dụng
- Bolivia: Không quân Bolivia
- Brunei: Không quân Hoàng gia Brunei
- Burma: Không quân Burma
- Haiti: Không quân Haiti

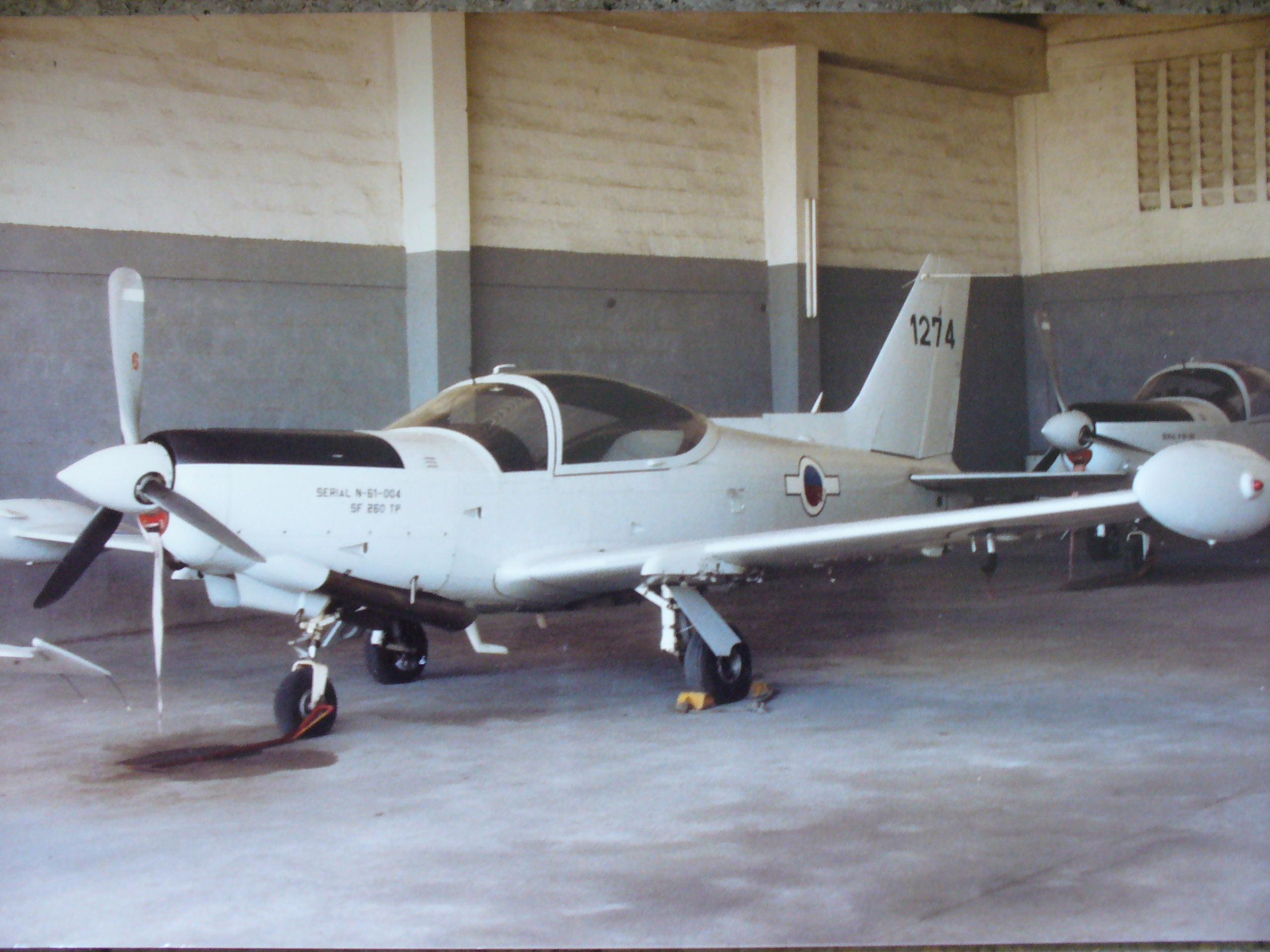
SF-260TP của Haiti

- Ireland: Quân đoàn không quân Ireland
- Nicaragua: Fuerza Aérea Sandinista
- Rhodesia: Không quân Rhodesia
- Singapore: Không quân Cộng hòa Singapore
- Somalia: Quân đoàn không quân Somali
- Sri Lanka: Không quân Sri Lanka
- Thái Lan: Không quân Hoàng gia Thái Lan
- UAE (Abu Dhabi): Không quân UAE
- Zaire: Không quân Zaire

## Biến thể

### Aviamilano
- F.250
- F.260

### SIAI Marchetti
- SF.260
- SF.260A
- SF.260M
- SF.260AM
- SF.260ML
- SF.260W Warrior
- SF.260SW Sea Warrior
- SF.260B
- SF.260C
- SF.260TP
- SF.260D
- SF.260E
- SF.260F
- SF.260EA

## Tính năng kỹ chiến thuật (SF-260)
Dữ liệu lấy từ Observer's book of Aircraft.
Đặc điểm tổng quát
- Kíp lái: 1
- Sức chứa: 2 hành khách
- Chiều dài: 7 m (23 ft 0 in)
- Sải cánh: 8,22 m (26 ft 11,75 in)
- Chiều cao: 2,6 m (8 ft 6 in)
- Diện tích cánh: 10,1 m² (109 ft²)
- Trọng lượng rỗng: 675 kg (1.488 lb)
- Trọng lượng có tải: 1.100 kg (2.425 lb)
- Trọng lượng cất cánh tối đa: 1.300 kg (2.866 lb)
- Động cơ: 1 × Lycoming O-540-E4A5, 195 kW (260 hp)

 Hiệu suất bay 
- Vận tốc cực đại: 441 km/h (237 knot, 276 mph)
- Vận tốc hành trình: 330 (205 mph)
- Tầm bay: 2,050 km (1.107 hải lý, 1.274 mi)
- Trần bay: 5.790 m (19.000 ft)
- Vận tốc lên cao: 546 m/phút (1.791 ft/phút)

Trang bị vũ khí

2 giá treo dưới cánh, mỗi giá mang được 300 kg (661 lb)